# Rill
Den här artikeln handlar om musikformen och dansen Rill (av engelska reel). För folkdansen Rillen, se Rillen. För dansen Rill från Hogdal-Lommeland se här. För pseudonymen Rill, se David Arill.
Rill (av engelska: 'reel') är folkmusik och passande danstyper från de brittiska öarna och Nordamerika i snabbt tempo i 2/4-takt eller 4/4-takt. Genom fiske och handelsseglation var kontakterna med England täta i Västsverige och många i Bohuslän influerades av dans och musik från de brittiska öarna. Musik och dans till rill är särskilt vanlig i Bohuslän, bland annat engelskor.
Med skotskt ursprung är reel en viktig del av repertoaren för de brittiska öarnas och Nordamerikas fiolmusiktraditioner. [1] I Scottish country dancing är reel en av de fyra traditionella danserna, de andra är jiggen, strathspeyen och valsen, och reel är också namnet på en dansfigur.
Irländsk dans - Hårda skor
Irish Dance - Mjuka skor
I irländsk dans är en reel vilken dans som helst som dansas till musik i reel-takt. I irländsk stepdance dansas reel i mjuka skor och är en av de första danserna som lärs ut till studenter. Det finns också en treble reel, dansad i hårda skor till reel-musik.